# Троїцько-Харцизьк
Тро́їцько-Харци́зьк — селище Харцизької міської громади Донецького району Донецькій області, Україна.
Знаходиться в Центральному Донбасі, лежить на правому березі ріки Кринка.
Видобуток кам'яного вугілля і вапняку. Залізничні перевезення.
Визначні об'єкти поруч: гори Шпиль (за 2 км) та Голубина скеля (4 км).

## Історичні відомості
Троїцько-Харцизьк засноване як слобода Харцизька близько 1786 року  підполковником Іваном Дмитровичем Іловайським 4-м. Першими насельниками слободи були 11 українських родин - близько 37 осіб малоросіян, переселених з двох інших слобід: 1 родина — зі Зуївіки, самого І.Д. Іловайського, 10 — з Дмитрівки, що належала його батькові генерал-майорові Дмитру Івановичу Іловайському 1-му.
Протягом наступних 1787-1795 рр. населення сл. Харцизької збільшилось на 396 осіб, 379 з яких переселились зі 108 різних населених пунктів Воронезького (40 осіб), Катеринославського (121), Київського (3), Курського (73), Новгородського (4), Харківського (88) і Чернігівського (39) намісництв, Польщі (7) і невідомого українського регіону (4). Переважна більшість переселенців, що походили зі Слобожанщини, Гетьманщини й Польщі, була українського походження (щонайменше 80%). Великороси серед новоприбульців складали меншість (до 20%). Ці ж етно-демографічні тенденції зберіглась і на початку ХІХ ст.
У другому десятиріччі ХІХ ст. генерал-майором І.Д. Іловайським було куплено і переселено чималу кількість кріпаків-великоросів, що змінило етнічну ситуацію  у слободі. Загалом у 1812 і 1814 роках було переведено 277 селян з Данківського повіту Рязанської губернії та Веневського повіту Тульської губернії. Як наслідок, співвідношення українського і російського населення у слободі Троїцькій стало дорівнювати близько 60% до 40%.
З приходом до влади комуністів, тут були організовані колгоспи «Граніт» та ім. І. В. Калініна, які у 1944 році об'єдналися у колгосп ім. І. В. Мічуріна. За період окупації Харцизького району, у склад якого входить Троїцько-Харцизьк, був завданий значний збиток народному господарству та його населенню. Під час окупації в районі було розстріляно 256 чоловік. З них — 168 чоловіків, 23 жінки, 22 людей похилого віку та 17 дітей. Після звільнення селища, розпочалася масова відбудова господарства. З розпадом СРСР, населення селища зменшилось з декількох тисяч до 1048 у 2011 році.

## Населення
На момент заснування, 1786 р., населення слободи Харцизької складало близько 37 осіб - 20 чоловічої статі (ч.с.) і 17 жіночої статі (ж.с.).
За переписом 1795 р. в слободі Харцизькій мешкало 432 особи — 223 чоловічої статі (ч.с.) і 209 жіночої статі (ж.с.).
За переписом 1816 р. в селі Троїцькому мешкало 893 особи — 467 ч.с. і 426 ж.с.
За переписом 1835 р. в селі Троїцькому мешкало 1309 осіб — 658 ч.с. і 651 ж.с.
За переписом 1850 р. в селі Троїцькому Харцизькому мешкало щонайменше 548 осіб — 266 ч.с. і 282ж.с.
За переписом 1897 р. в слободі Троїцько-Харцизькій мешкало 1147 осіб — 580 ч.с. і 576 ж.с. 
За даними на 1967 р. населення складало 10300 меш.

### Мова
Розподіл населення за рідною мовою за даними перепису 2001 року:
| Мова       | Кількість | Відсоток |
| ---------- | --------- | -------- |
| російська  | 776       | 65.54%   |
| українська | 408       | 34.46%   |
| Усього     | 1184      | 100%     |

За даними перепису 2001 року населення селища становило 1184 особи, з них 34,46% зазначили рідною мову українську та 65,54%— російську.

## Легенда про походження назви
Народний переказ говорить про обставини заснування селища[джерело?]. У 16-17-му століттях на території Дикого Поля було лише одне село — Бахмут (нині — м. Бахмут Донецької області). Воно не спустошувалося кримськими татарами й турками тільки через те, що там і тоді добувалася кам'яна сіль, яка поставлялася в тому числі й до Криму.
Возили сіль чумаки. Їхній шлях пролягав вздовж річки Кринка. Там їх часто зупиняли місцеві рекетири — т. зв. харцизи — які за кожен віз солі вимагали мито, а незгодних платити просто вбивали. Харцизи займалися цим досить довго і коли стали вже старими — прийшов час думати про вічне. Зібралися вони у великій тривозі: як же вони стануть перед Страшним Судом? І жах охопив їх у передчутті розплати за своє неправедне життя. Довго думали вони: що робити? І вирішили скластися грішми і побудувати Церкву. Так і зробили. Храм назвали ім'ям Святої Трійці. Навкруг церкви почали селитися люди і село назвали Троїцько-Харцизьком.

## Соціальна сфера
У селищі існують:
- Троїцько-Харцизька ЗОШ № 18;
- Пункт медичної допомоги;
- Клуб;
- 4 продуктових і 1 побутовий магазин.

## Персоналії
Уродженцем селища є Алехнович Євген Антонович (1920—1945) — льотчик-штурмовик, Герой Радянського Союзу.